# ETV+
ETV+ je třetí televizní stanice společnosti Eesti Rahvusringhääling (Estonská veřejnoprávní rozhlasová a televizní společnost), která začala vysílat 28. září 2015. Kanál vysílá filmy, pořady a zpravodajství v ruském jazyce.

## Historie
Stanice cílí na ruskojazyčné obyvatelstvo Estonska. Na rozdíl od ETV2, na kanále ETV+ je celé vysílání v ruštině.
V roce 2015 měla stanice rozpočet 2,53 milionů eur. Šéfredaktorkou je od roku 2019 Ekaterina Taklaja.
Do spuštění stanice ETV+ byl ruskojazyčný obsah vysílán na satnici ETV2.
Dne 25. května 2018 Darja Saar opouští post šéfredaktorky. Zaměstnanecký poměr mezi Darjou Saar a ERR byl ukončen po vzájemné dohodě obou stran. Prostřednictvím otevřené soutěže, které se zúčastnilo 30 zájemců, vedení ERR vybralo na post šéfredaktorky Ekaterinu Taklaju, která vedla portál rus.err.ee. Ekaterina Taklaja nastoupila do práce 1. ledna 2019.
Kanál není mezi obyvateli Estonska příliš populární. Sleduje ho méně než 2 % potencionálních diváků.

## Pořady
- “Кто кого?” (od 3. ledna 2018 – 27. květen 2020)[3]
- Что? Где? Когда? (od 4. září 2020)